# Morrisville (Észak-Karolina)
Morrisville város az USA Észak-Karolina államában, Durham és Wake megyében. Lakosainak száma 29 630 fő (2020. április 1.).

## Népesség
A település népességének változása:

| 2010 | 18 576 |
| 2020 | 29 630 |